# Colin MacInnes
Colin MacInnes est un romancier britannique né à Londres le 20 août 1914 et mort le 22 avril 1976. Son roman a été adapté au cinéma sous le titre Absolute Beginners dans lequel joue David Bowie qui a écrit une chanson du même nom.